# Mesochorus betuletus
Mesochorus betuletus là một loài tò vò trong họ Ichneumonidae.